# Ludwigshöhle

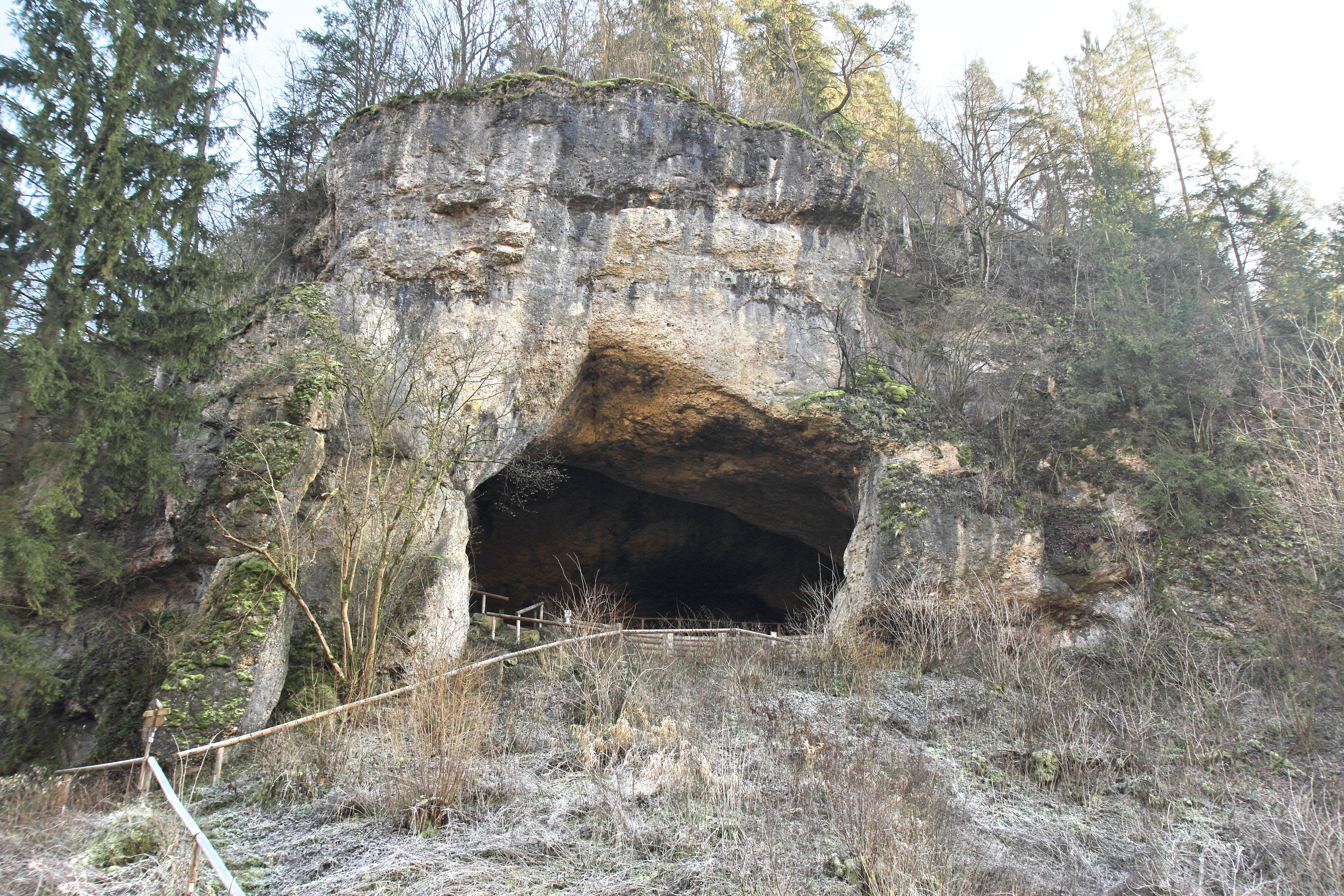
Höhlenportal der Ludwigshöhle

Die Ludwigshöhle oder König-Ludwig-Höhle ist eine natürliche Karsthöhle bei Neumühle, einem Ortsteil der oberfränkischen Gemeinde Ahorntal im Landkreis Bayreuth in Bayern.
Sie wurde früher auch Kühloch oder Rabenloch genannt und ist eine Durchgangshöhle am nordwestlichen Talrand des Ailsbachtals, unweit der Burg Rabenstein und der Schauhöhle Sophienhöhle in der Fränkischen Schweiz.

## Lage
Die Ludwigshöhle liegt am nordwestlichen Talhang des engen, gewundenen Ailsbachtals bei der Gemeinde Ahorntal im oberfränkischen Landkreis Bayreuth. Das Tal weist viele steile Felsbastionen und die größte Höhlendichte in der Fränkischen Schweiz auf. Ein Parkplatz befindet sich 20 Meter unterhalb der Höhle, direkt an der Staatsstraße 2185. Von dort führt eine Brücke über den Ailsbach und ein kurzer steiler Steig zum Kühloch.

## Geologie
Die Höhle liegt in fossilen Schwammriffen im Frankendolomit des Malm im Jura. Das 28 Meter breite und 11 Meter hohe Höhlenportal hat eine kuppelförmige Struktur. Die Höhle zieht sich im Wesentlichen an den horizontalen Fugen der Schwammriffe entlang.

## Entstehungsgeschichte
Im süddeutschen Weißen Jura lag im Zeitraum von etwa 161 bis 150 Millionen Jahren ganz Süddeutschland im Bereich eines Flachmeeres. In dieser Zeit wurden wegen ständiger Absenkung der Kruste mächtige Gesteinsfolgen am Meeresgrund abgelagert. Die Jura-Sedimente bilden heute den größten Teil der Frankenalb auftretenden Gesteine und sind auch Grundmaterial des Kühloches.
Durch Hebungen der europäischen Kontinentalplatte gegen Ende des Oberen Jura zog sich das Meer zurück und größere Flächen wurden zu Beginn der folgenden Kreidezeit zunächst Festland. Während dieser Zeit herrschte tropisches Klima und es kam zu einer intensiven Verwitterung der vorher entstandenen Kalk- und Dolomitgesteine. Durch diese Verkarstung entstand der unterirdische Hohlraum der Höhle.
Die möglicherweise in der Zeit der Oberkreide schon vorhandene Höhle wurde dann fast vollständig mit eingespülten lehmigen Sedimenten verfüllt. In dieser Zeit stieß erneut ein Meer in den Bereich der Frankenalb vor.
Nach dem Rückgang des Meeres konnte der damals höher gelegene Ailsbach in die Höhle fließen, erweiterte sie und trug die abgelagerten Sedimente aus.
Im Tertiär erfolgte durch regionale Hebung ein erneuter Meeresrückgang sowie eine teilweise Freilegung der Juralandschaft.
Erhalten geblieben sind auch ausladenende Überhänge, so genannte Balmen, sie sind jetzt der Lebensraum von einzigartigen Pflanzengemeinschaften, den so genannten Balmenfluren.

## Geschichte
Die Ludwigshöhle wurde bereits von prähistorischen Menschen benutzt. Ihren Namen bekam die Höhle im Jahre 1830, als der bayerische König Ludwig I. das Ailsbachtal auf Einladung des Reichsrates Graf Erwein von Schönborn-Wiesentheid besuchte. Dem König zu Ehren lud der Graf in der Höhle zum Festmahl ein. Dafür ließ er den Höhlenboden planieren und eine Tafel mit der Aufschrift „Ludwigshöhle“ anbringen.
Durch die Höhle verläuft ein Wanderweg mit Holzgeländern, für dessen Begehung keinerlei besondere Ausrüstung erforderlich ist. Der heutige Zustand der Höhle, insbesondere der flache, terrassierte Boden, sind ausschließlich auf menschlichen Einfluss zurückzuführen. So fehlt der Höhle jeglicher Tropfstein- oder Sinterschmuck.